# Calathea trichoneura
Calathea trichoneura är en strimbladsväxtart som beskrevs av H.A.Kenn. Calathea trichoneura ingår i släktet Calathea och familjen strimbladsväxter. Inga underarter finns listade.